# Suada Dilberović
Suada Dilberović o Diliberović (Ragusa di Dalmazia, 24 maggio 1968 – Sarajevo, 5 aprile 1992) è stata la prima vittima dell'assedio di Sarajevo in Bosnia ed Erzegovina; i suoi familiari erano bosgnacchi.

## La morte
Suada si trovava a Sarajevo per studiare medicina e frequentava il sesto anno quando, nei primi giorni di aprile, iniziò il conflitto.
Il 5 aprile 1992, in seguito agli eventi bellici, 100.000 persone di ogni nazionalità si riunirono per una marcia della pace a Sarajevo.
I cecchini serbi di stanza all'Holiday Inn, allora sede del Partito Democratico Serbo, nel cuore di Sarajevo, aprirono il fuoco sulla folla causando 6 vittime e ferendone altre.
Suada Dilberović e una donna di etnia croata, Olga Sučić (1958-1992), si trovavano sul ponte di Vrbanja, oggi ponte Suada e Olga, proprio in memoria delle due vittime.
Sei cecchini serbi vennero arrestati, ma vennero scambiati quando i serbi minacciarono di uccidere il comandante dell'accademia di polizia bosniaca, catturato il giorno precedente, dopo che gli stessi serbi avevano fatto irruzione nell'accademia.
In realtà Suada non fu la prima vittima del conflitto in Bosnia-Erzegovina. Le prime morti, infatti, si verificarono a Bijeljina il 1º aprile 1992, quando la città fu attaccata dall'Armata Popolare Jugoslava e dall'Esercito volontario serbo e centinaia di bosniaci vennero assassinati.
Tuttavia, Suada Dilberović fu la prima persona ad essere uccisa a Sarajevo quando la città fu raggiunta dal conflitto e iniziò l'assedio di Sarajevo.
Il 15 novembre 2007 la Facoltà di Medicina dell'Università di Sarajevo la insignì della laurea postuma in Medicina.